# 東家浦太郎
東家 浦太郎（あずまや うらたろう）は、浪曲の名跡。

## 初代
初代東家 浦太郎（あずまや うらたろう、1919年12月24日 - 2004年7月15日）
東京都東京市本郷区駒込出身。本名は相馬 清。昭和の浪曲最後の隆盛期に活躍。木村若衛、天中軒雲月、松平国十郎とともに四天王と呼ばれた浪曲師。現在において、胴声の最後の名人である。
- 1932年 - 千駄木尋常小学校を卒業。その頃から浪曲に親しむ。
- 1933年 - 東家燕左衛門に入門し、東家佐久良丸。
- 1934年 - 東家楽浦門下になり、
- 1935年 - 15歳で真打にスピード昇進。東家浦太郎を名乗る。
- 1942年から明治座を筆頭に各地で独演会を開催。
- 1964年 - 日本浪曲協会会長に就任。通算6期12年。
- 1995年 - 隠居し東家三叟を名乗った。

### 受賞
- 1984年 - 文化庁芸術祭優秀賞。
- 1985年 - 紫綬褒章。
- 1991年 - 勲四等旭日小綬章[1]

### 得意演目
- 「野狐三次」
- 「夕立勘五郎」等。

### 関連書
- 芝清之編『東家浦太郎関東節ひとすじ : 芸談・出演日誌 昭和九年～昭和五十六年』浪曲編集部、1994年。JP番号 94053742

## 2代目
東家 浦太郎（1942年11月15日 - 2022年5月8日）
千葉県匝瑳郡野栄町（今の匝瑳市）出身。本名は太田 清。荒川区立一中学校卒業。
節真似も得意で様々な節をこなし、「節のデパート」の異名をとる。テーブル掛けは、得意演題からの「浅草観音に捨て子された野狐三次」。多くの浪曲教室で教える。東京・金町で後援会が毎月入場無料で開く「浦太郎の会」は370回（足かけ30年）を超え、特筆される。
- 1955年 - 東家楽浦に入門、浦清を名乗り、下積み時代。一時、歌謡曲で「東新太郎」を経て
- 1970年8月 - 太田英夫と改名。
- 1972年 - 永六輔、小沢昭一をゲストに迎え、浅草国際劇場で「ヤング浪曲の会」。
- 1995年 - 初代引退に伴い、二代目東家浦太郎を襲名。
- 2002年 - 日本浪曲協会会長就任。2003年まで1期2年[3]。
- 2007年6月 - 軽い脳梗塞で入院。8月に復帰。
- 2013年12月 - 胆石で入院。協会主催の「男の浪花節」公演を休演。翌1月に京都で舞台復帰。
- 2022年5月8日 - 食道がんのため、千葉県松戸市の病院で死去[4][5]。79歳没。

### 受賞
- 1987年 - 文化庁芸術祭芸術祭賞。
- 1990年 - 芸術選奨文部大臣新人賞。

### 得意演目
- 「野狐三次」
- 「義士伝」他多数

### 弟子
- 瑞姫（太田ももこ改め） - 現在は一門を離れてフリーで活動。
- 浪花亭友歌 - 演歌歌手と兼業。現在は東京を離れ、故郷の福井や大阪を中心に活動。
- 東家一太郎
- 東家孝太郎
- 東家恭太郎